# Fátima Maldonado
Fátima Maldonado (n. 1941) é uma poetisa, crítica literária e jornalista portuguesa.
No jornal Expresso foi responsável pela crítica literária.

## Obras
- Cidades Indefesas (1980)
- Os Presságios (1983)
- Selo Selvagem (1985)
- A urna no Deserto (1989)
- Cadeias de Transmissão
- Lava de Espera